# Ланкастер, Фредерик Уилфрид
Фредерик Уилфред «Уилф» Ланкастер (англ. Frederick Wilfred «Wilf» Lancaster) (4 сентября 1933, Дарем, Великобритания — 25 августа 2013) — американский библиотекарь, преподаватель и специалист в области информационных систем.

## Биография
Родился 4 сентября 1933 года в Дареме. Сразу же после рождения переехал в США и после окончания средней школы в 1950 году поступил в Библиотечную школу в Ньюкасле, который он окончил в 1954 году. Администрация посмотрев на его способности, незадолго до окончания учёбы устроило его на работу, в результате чего в 1953 году он начал трудовую деятельность в качестве библиотекаря. Находясь в США, работал в её ведущих компаниях в качестве специалиста в области информационных систем. Работал преподавателем в Высшей библиотечной школе и информационной науке Иллинойского университета, где в 1972 году был избран профессором.
Скончался 25 августа 2013 года, немного не дожив до своего 80-летнего юбилея.

## Научные работы
Его научные работы оказали должным образом существенное влияние на развитие информационных технологий в США и многих других странах мира. Автор множества научных работ.

### Список избранных научных работ
- Baker, S. L. & Lancaster, F. W. (1977/1991). The Measurement and Evaluation of Library Services. 2nd  ed.  Arlington, Va.: Information Resources Press.  (1st ed. 1977; 2nd ed. 1991).
- Lancaster, F. W. (1968a). Evaluation of the MEDLARS demand search service. [Washington] U.S. Dept. of Health, Education, and Welfare, Public Health Service.
- Lancaster, F. W. (1968b). Information retrieval systems; characteristics, testing, and evaluation. New York, Wiley.
- Lancaster, F. W. (1978).  Toward Paperless Information Systems. New York: Academic Press.
- Lancaster, F. W. (1982).  Libraries and Librarians in an Age of Electronics. Arlington, Va.:  Information Resources Press.
- Lancaster, F. W. (1985). Thesaurus  construction  and use; a condensed course. Paris: General Information Programme and Unisist, Unesco.
- Lancaster, F. W. (1986). Vocabulary control for information retrieval. 2nd. ed. Arlington, Va.: Information Resources Press.
- Lancaster, F. W. (1988/1993).  If You Want to Evaluate Your Library. Champaign: University of Illinois, Graduate School of Library and Information Science. (1st ed. 1988, 2nd ed. 1993).
- Lancaster, F. W. (1991/1998/2003). Indexing and abstracting in theory and practice. London: Library Association.  (1st ed. 1991; 2nd ed. 1998; 3rd. ed. 2003).
- Lancaster, F. W. (Ed.). (1993). Libraries  and  the  future;  essays on the library in the twenty-first century. New York : Haworth Press.
- Lancaster, F. W. & Fayen, E. G. (1973).  Information Retrieval On-Line. Los Angeles: Melville Pub. Co.
- Lancaster, F. W. & Sandore, B. (1997). Technology and the Management of Library and Information Services. Champaign: University of Illinois, Graduate School of Library and Information Science.
- Lancaster, F. W. & Smith, L. C. (1983). Compatibility  issues  affecting  information  systems  and  services. Prepared for the General Information Programme and UNISIST. Paris: United Nations Educational, Scientific and Cultural Organization.
- Martyn, J. & Lancaster, F. W. (1981). Investigative methods in library and information science; an introduction. Arlington, Va.: Information Resources Press.

## Членство в обществах
- 1969 — Член Библиотечной ассоциации Великобритании.

## Награды и премии
- Best  JASIST Paper (1969) for "MEDLARS: Report on Evaluation of its Operating Efficiency"
- ASIS&T Award of Merit (1988)
- Best Information Science Book of the Year (1992) for Indexing and Abstracting in Theory and Practice